# Miriam Waddington
Miriam Waddington (geboren als Miriam Dworkin 23. Dezember 1917 in Winnipeg; gestorben 3. März 2004 in Vancouver) war eine kanadische Schriftstellerin.

## Leben
Miriam Dworkin war die Tochter des Handwerkers Isaac Dworkin und der Schwesternhelferin Masha, sie hatte drei Brüder. Die Eltern waren säkularisierte, aus Russland immigrierte Juden. Zu Hause wurde Jiddisch gesprochen, und Miriam begann ihre Schullaufbahn an der Peretz-Grundschule im jüdischen Viertel von Winnipeg. Die Familie zog 1930 aus wirtschaftlichen Gründen nach Ottawa, wo Dworkin die englischsprachige Highschool absolvierte. Sie geriet unter die Fittiche von Ida Maze, die in der Zeit sich als jiddische Dichterin etablierte.
Dworkin studierte Englisch bei A. S. P. Woodhouse und Earle Birney an der University of Toronto mit einem B.A. im Jahr 1939. Sie heiratete im selben Jahr Patrick Waddington, der ihren Eltern zuliebe zum Judentum konvertierte, sie hatten zwei Kinder, die Ehe wurde 1960 geschieden. Sie studierte Sozialarbeit in Toronto und an der Pennsylvania School of Social Work (M.S.W.) und arbeitete als Sozialarbeiterin in Montreal und in Toronto. Daneben veröffentlichte Waddington ihre ersten Gedichte.
1962 erhielt sie einen Lehrauftrag für Literatur am Englisch-Institut der York University, von 1964 bis 1983 war sie dort als Dozentin fest angestellt. Waddington publizierte nun eine Reihe weiterer Gedichtbände. Außerdem übersetzte sie jiddische Dichter wie Sholem Aleichem, David Bergelson, Rachel Korn, Mani Leib, Itsik Manger, Y. Y. Segal ins Englische.
Waddington erhielt verschiedene Poetik-Preise und Stipendien als Writer in Residence. Sie wurde 1975 mit einem Ehrendoktortitel der Lakehead University und 1985 der York University ausgezeichnet. Auf der Rückseite der kanadischen 100-Dollar-Banknote, die von 2004 bis 2011 im Umlauf war, stehen Zeilen aus ihrem Gedicht Jacques Cartier in Toronto.

## Werke (Auswahl)
Lyrik
- Green World. Montreal: First Statement, 1945.
- The Second Silence. Toronto: Ryerson, 1955.
- The Season's Lovers. Toronto: Ryerson, 1958.
- Four Poems.
- The Glass Trumpet. Toronto: Oxford University Press, 1966.
- Flying with Milton. Santa Barbara, Calif.: Unicorn Press, 1969.
- Say Yes. Toronto: Oxford University Press, 1969.
- Dream Telescope. London: Anvil Press Poetry, 1972.
- Driving Home: Poems New and Selected. Toronto: Oxford University Press, 1972.
- The Price of Gold. Toronto: Oxford University Press, 1976.
- Mister Never. Winnipeg: Turnstone Press, 1978.
- The Visitants. Toronto: Oxford University Press, 1981.
- Collected Poems. Toronto: Oxford University Press, 1986.
- The Last Landscape. Toronto: Oxford University Press, 1992
- Canada: Romancing the Land, 1996
- Advice to the Young
- Ruth Panofsky (Hrsg.): The collected poems of Miriam Waddington : a critical edition. Ottawa : University of Ottawa Press, 2014

Erzählung
- Summer at Lonely Beach and Other Stories. Oakville, ON: Mosaic Press, 1982

Literaturwissenschaft
- A.M. Klein. Toronto: Copp Clark Publishing, 1970.
- Folklore in the Poetry of A.M. Klein. St. John’s, NF: Memorial University, 1981.
- Apartment Seven: Essays New and Selected. Toronto: Oxford University Press, 1989.
- Mrs. Maza’s Salon, in: Slavic and East-European Connections. Spec. issue of Canadian Literature 120 (Spring 1989), S. 83–90

Herausgeberin
- (Hrsg.): John Sutherland: Essays, Controversies and Poems. Toronto: McClelland & Stewart, 1972.
- (Hrsg.): The Collected Poems of A.M. Klein. Toronto: Mc-Graw-Hill Ryerson, 1974
- (Hrsg.): Canadian Jewish Short Stories. Toronto: Oxford University Press, 1990